# 阿尔塞格尔
阿尔塞格尔，是西班牙加泰罗尼亚莱里达省的一个市镇。 总面积11平方公里，总人口103人（001年），人口密度9人/平方公里。